# Rue Ivan-Mazepa
Pour les articles homonymes, voir Mazeppa.
La rue Ivan-Mazepa (en ukrainien : Вулиця Івана Мазепи (Київ)) est une rue du centre de Kiev située dans le quartier dans le raïon de Petchersk.

## Origine du nom
Elle porte le nom du héros de la nation ukrainienne Ivan Mazepa (1639-1709).

## Historique
La rue a porté plusieurs noms, Ivanivsky lors des Rus' de Kiev, de Velyka Mykielska au XVIIIe siècle, Mikilska au XIXe siècle, rue de l'Insurrection de janvier en 1919. Elle porte le nom « rue Ivan-Mazepa » depuis 2007.

## Bâtiments remarquables et lieux de mémoire
- 1 : porte Mykyl de la forteresse de Kyiv (1846–1850)[8] ;
- 2 : la "Maison de l'avion"
- 6 : le manoir Ypsilanti
- 11 : bâtiment de rapport de cathédrale militaire Saint-Nicolas de Kiev
- 13 : Palais de la jeunesse
- 18 à 29 : maisons

## Galerie d'images

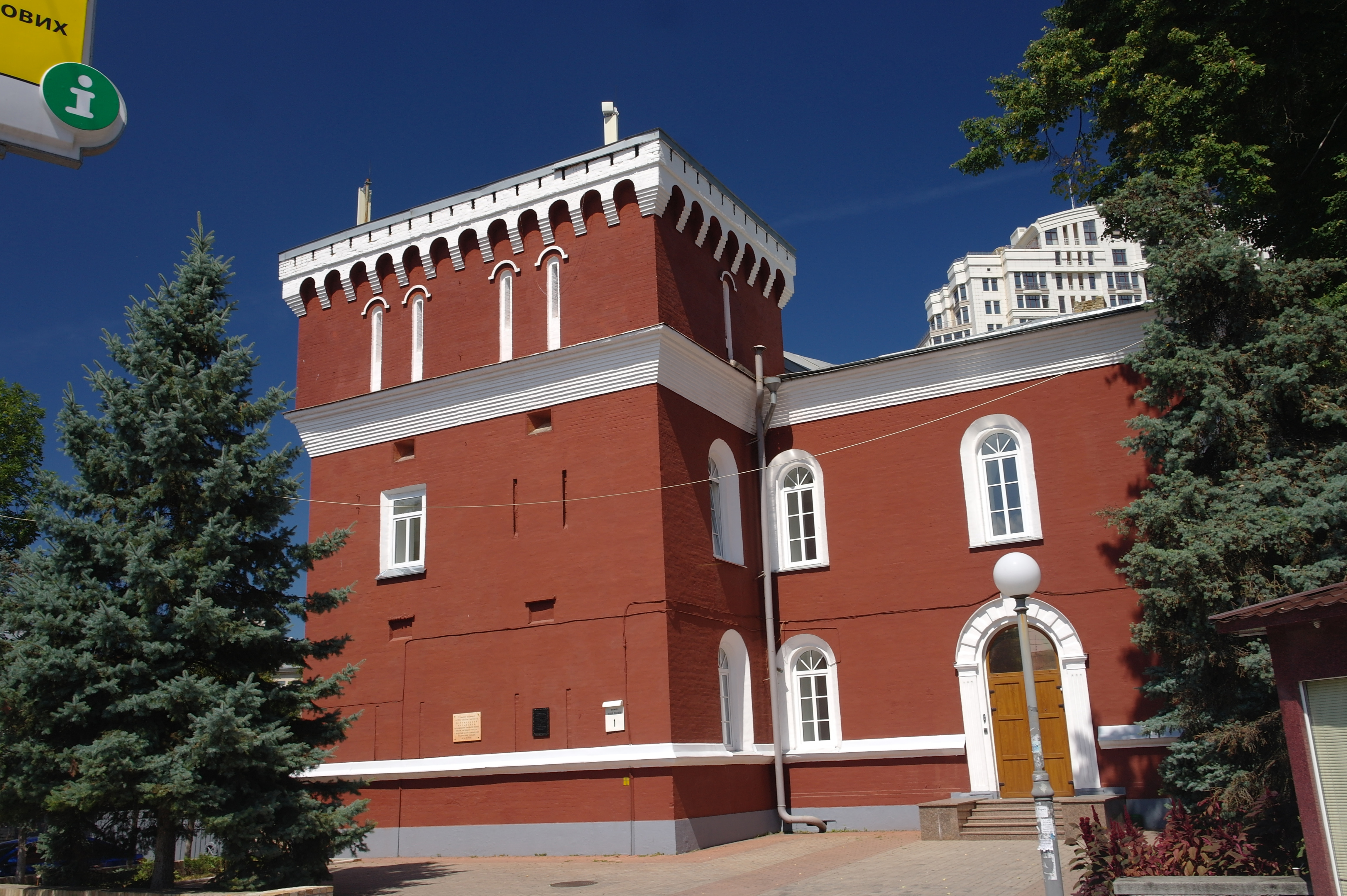
N°1 classée
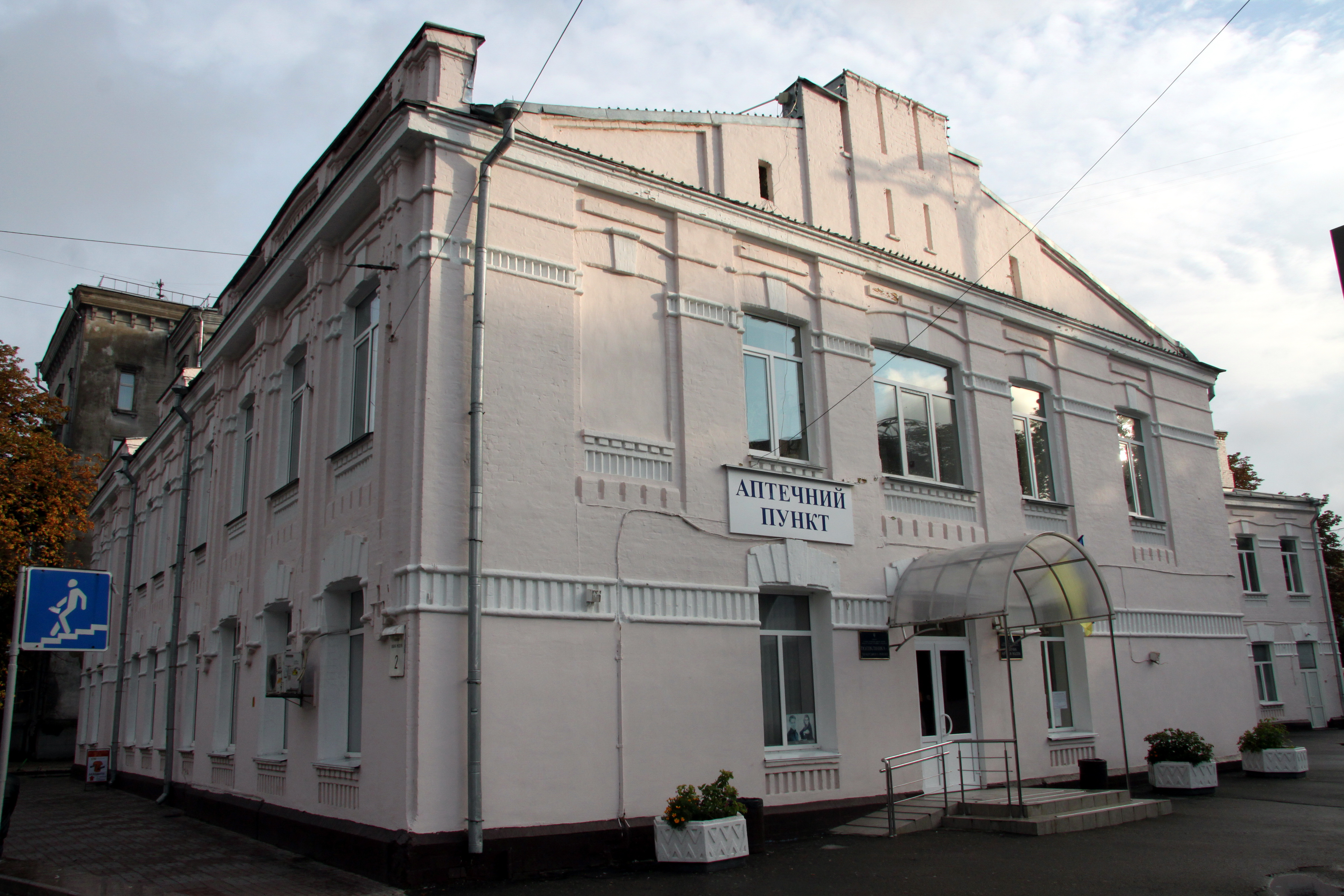
2 classée
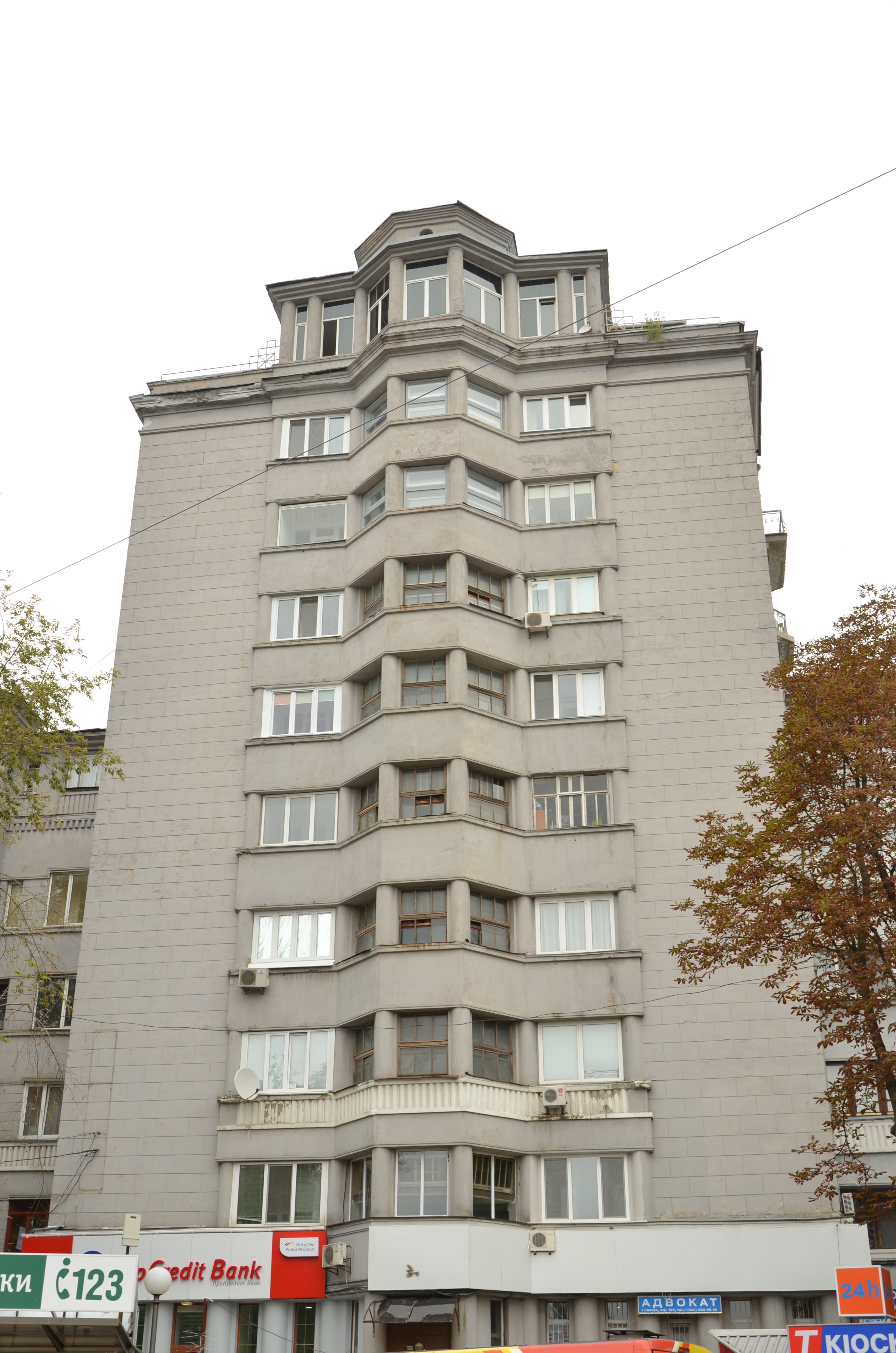
3 classée[4].
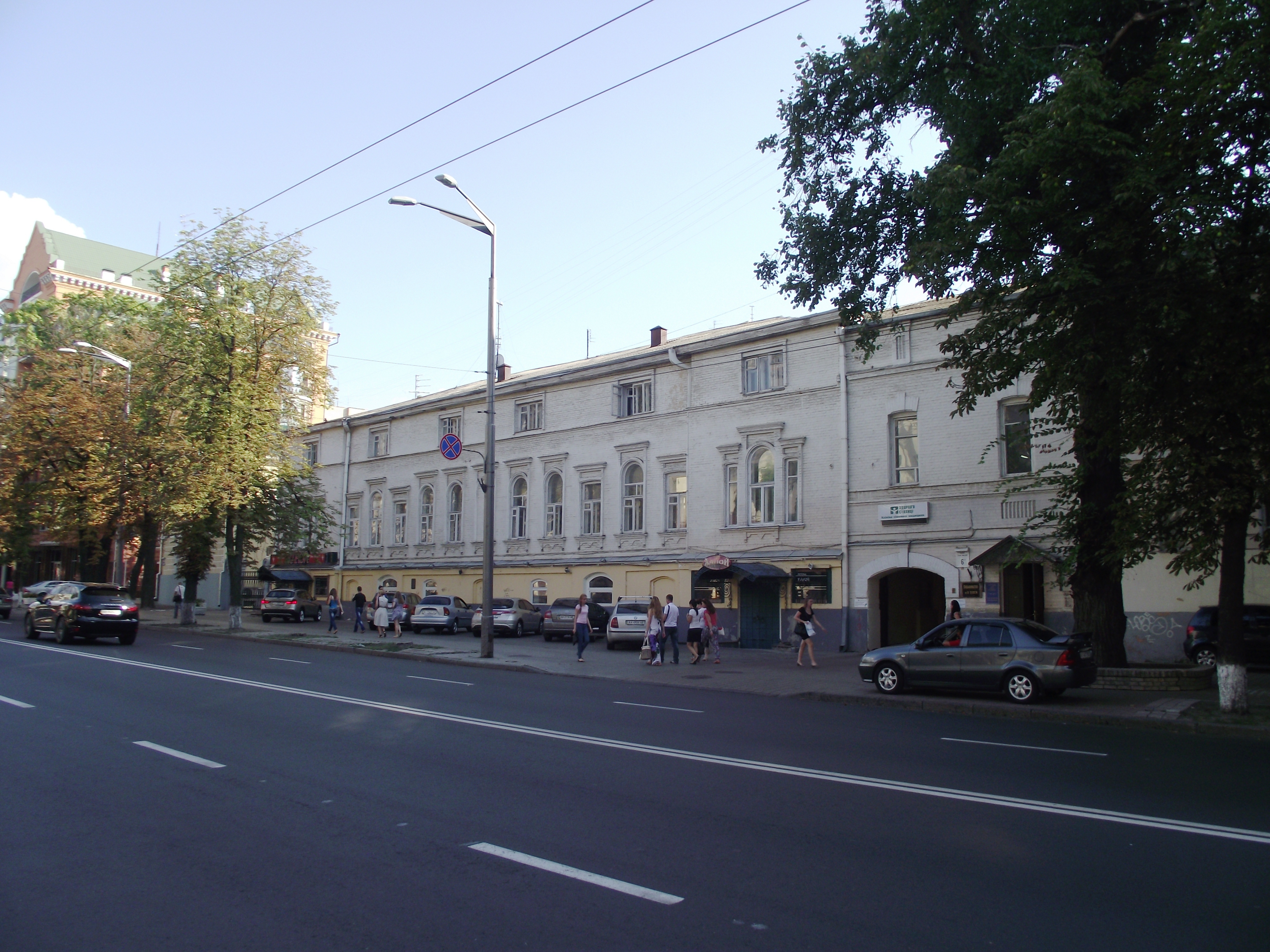
6 classée[5].
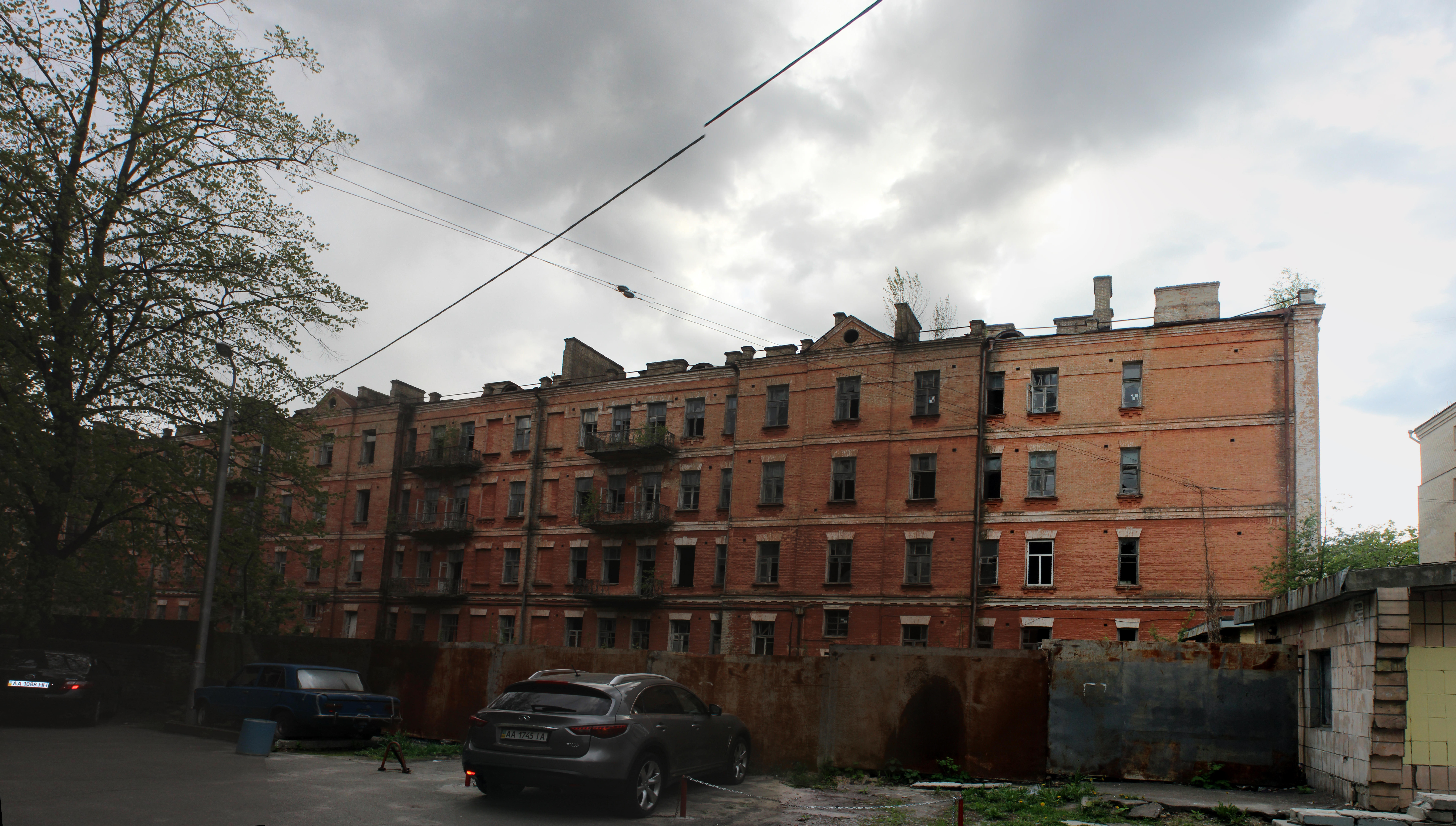
11  classée[6].
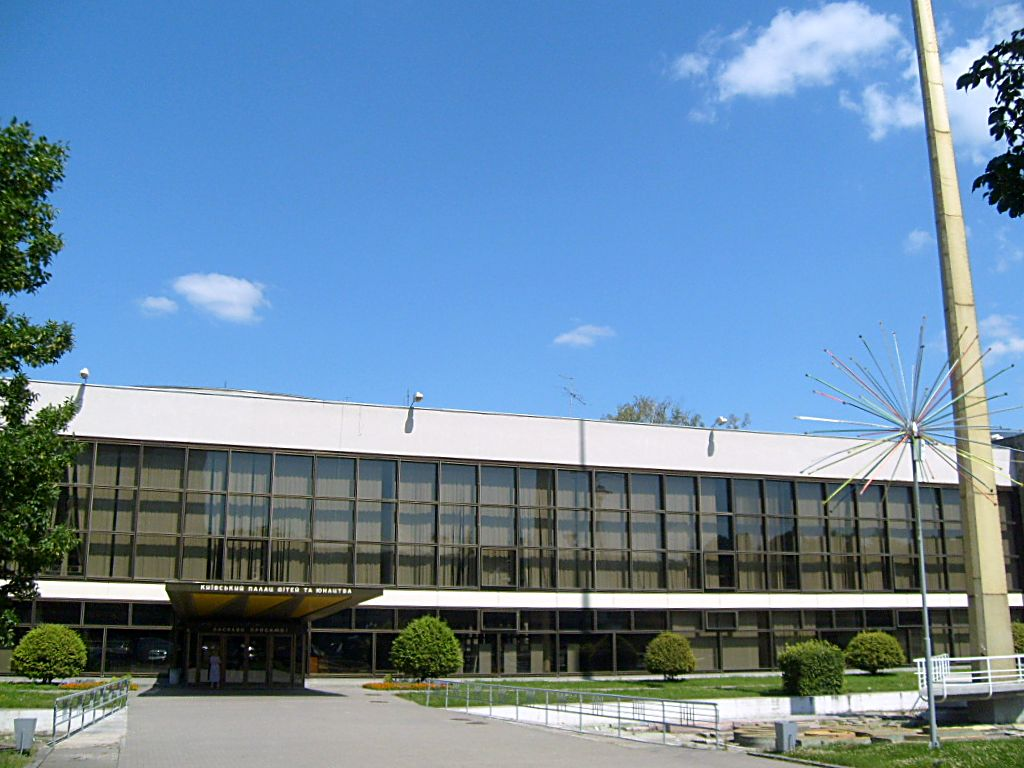
Palais de la jeunesse classée[7].
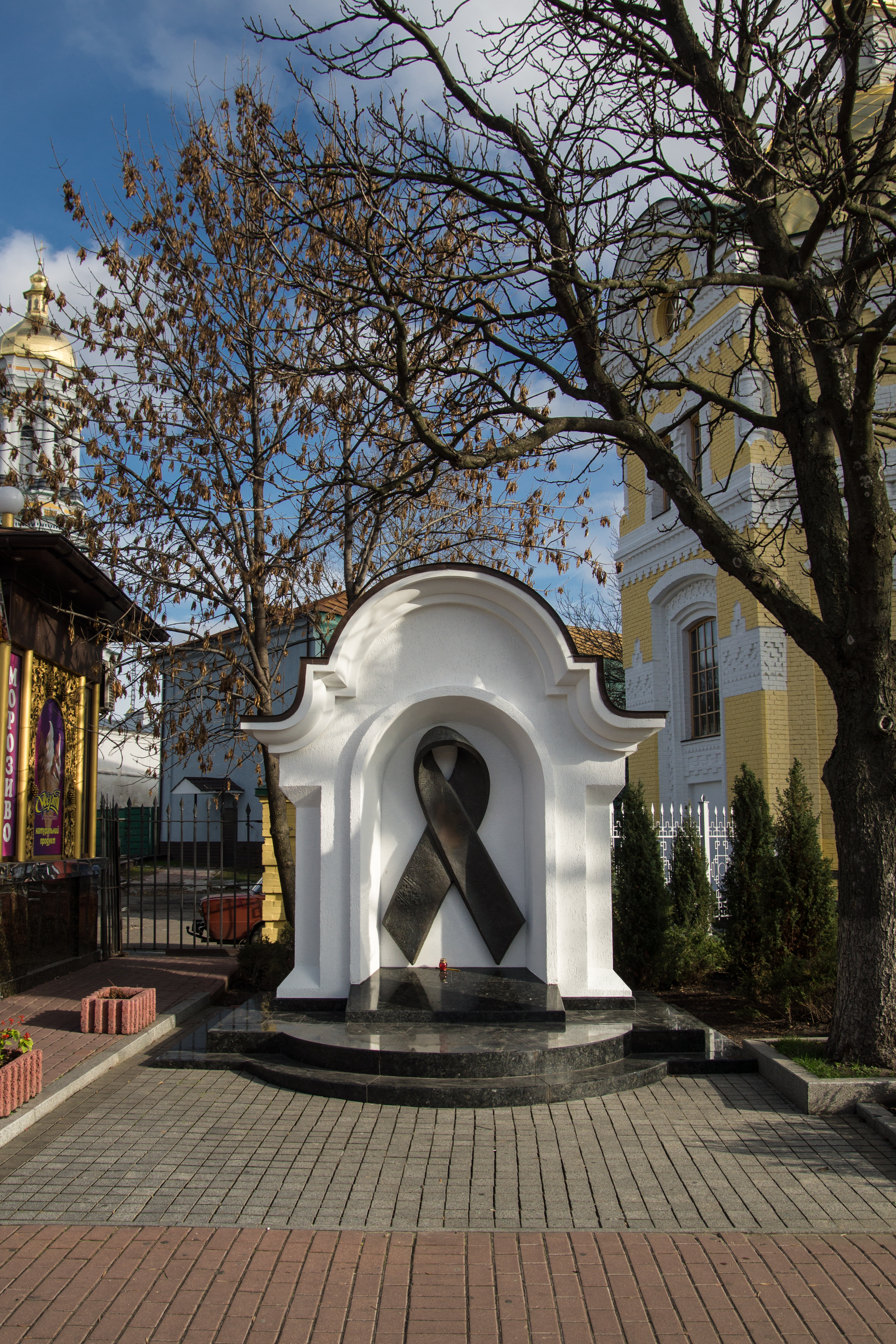
Mémorial solidarité SIDA classée[8].